# Província de Ngounié
Ngounié és una de les nou províncies del Gabon.
Ocupa una àrea de 37,750 km². La capital de la província és Mouila.

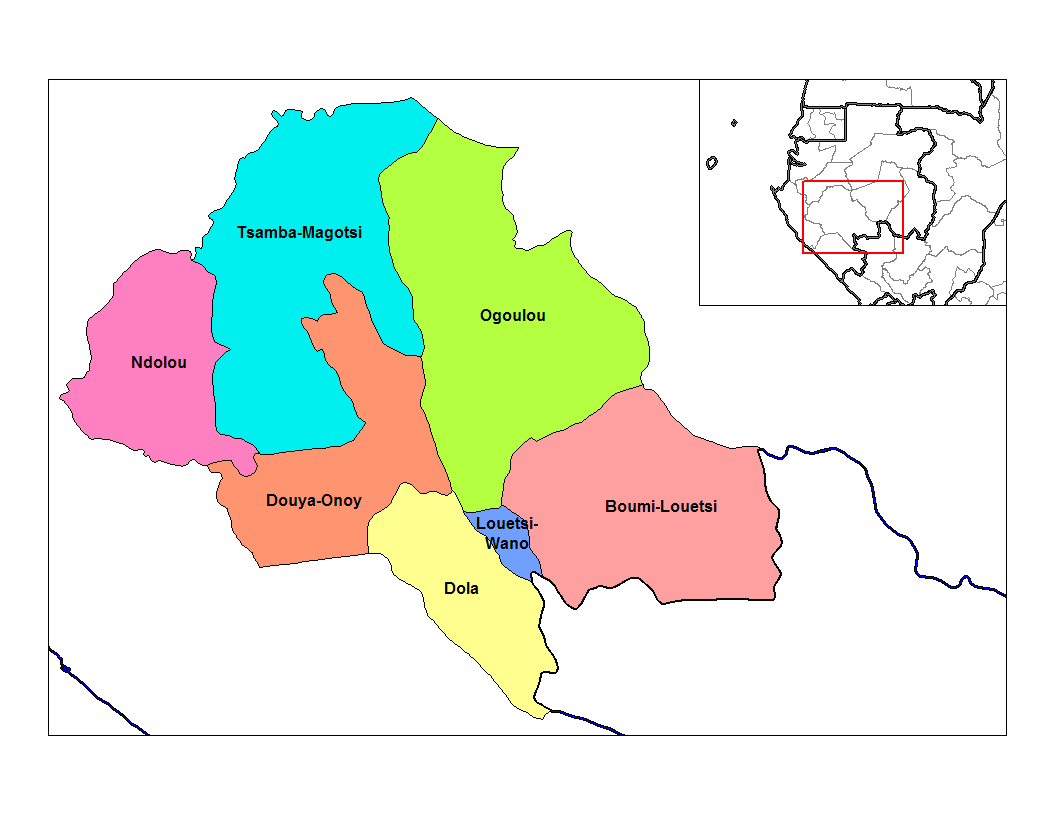
Departaments de Ngounié

## Departaments
Ngounié es divideix en 9 departaments:
- Boumi-Louetsi (Mbigou)
- Dola (Ndendé)
- Douya-Onoye (Mouila)
- Louetsi-Bibaka (Malinga)
- Louetsi-Wano (Lebamba)
- Mougalaba (Guietsou)
- Ndolou (Mandji)
- Ogoulou (Mimongo)
- Tsamba-Magotsi (Fougamou)